# Alopecosa curtohirta
Alopecosa curtohirta este o specie de păianjeni din genul Alopecosa, familia Lycosidae, descrisă de Tang, Urita și Song, 1993. Conform Catalogue of Life specia Alopecosa curtohirta nu are subspecii cunoscute.